# Fundació Gala-Salvador Dalí
La Fundació Gala-Salvador Dalí és una entitat cultural privada amb seu a Figueres, dedicada a promoure la figura del pintor surrealista, fundada el 1983 pel mateix Salvador Dalí.

## Història
Va ser creada el 23 de desembre del 1983 al Castell de Púbol. L'artista hi actuà com a president i director fins a la seva mort el 23 de gener del 1989, moment en què es va obrir un període de transició per seleccionar un nou president, fins que el 1991, va ser nomenar Ramon Boixadós i Malé.
El maig del 2011, la Fundació va comprar el quadre de Dalí Elements enigmàtics en un paisatge (1934) per 7,8 milions d'euros.

## Òrgans de govern
Està regida per un patronat de 21 membres, dels quals 12 tenen un càrrec vitalici (com Miquel Roca i Junyent) i 9 són nomenats per administracions públiques: l'Estat espanyol, la Generalitat de Catalunya, l'Ajuntament de Figueres i l'Ajuntament de Cadaqués. Alhora, els patrons s'agrupen en tres comissions de treball: la Comissió Econòmica, la Comissió de Relacions Externes i la Comissió Artística. Des del 2017, el president és l'empresari Jordi Mercader i Miró.

## Museus i col·leccions
La Fundació gestiona diversos museus i col·leccions. El conjunt de museus van tenir un total d'1.431.748 visitants el 2011, que van generar per venda d'entrades 9.768.300 €.

### Teatre-Museu Dalí de Figueres
Inaugurat el 1974, va ser construït sobre les restes de l'antic teatre de Figueres, i forma part del triangle dalinià empordanès junt amb el Castell Gala Dalí de Púbol i la Casa-Museu Salvador Dalí de Portlligat, tots gestionats per la Fundació Gala-Salvador Dalí. És considerat com l'objecte surrealista més gran del món.

#### Col·lecció Dalí Joies
És una exposició de joies dissenyades per Salvador Dalí entre els anys 1941 i 1970, i que es poden veure al Teatre-Museu Dalí de Figueres. L'exposició inclou les trenta-set joies d'or i pedres precioses de la col·lecció Owen Cheatham, dues joies realitzades posteriorment i els 27 dibuixos i pintures sobre paper que Salvador Dalí va realitzar per dissenyar les joies.

### Casa-Museu Salvador Dalí de Portlligat
És una petita casa de pescadors a Portlligat, on Salvador Dalí va viure i treballar habitualment des del 1930 fins a la mort de Gala el 1982. Actualment està habilitada com a museu i és gestionada per la Fundació Gala-Salvador Dalí.

### Castell Gala Dalí de Púbol
El 1969 va ser adquirit per Dalí, que el va fer restaurar per a la seva dona. Ella el va freqüentar entre els anys 1970 i 1980, habitualment durant l'estiu, fins al desembre del 1982, quan va ser enterrada al mateix castell, al mausoleu del soterrani que havia dissenyat per a ella.

## Premis i reconeixements
- 2015 - Primer premi d'AVICOM pel documental Dalí, la darrera gran obra[cal citació]